# Katana Zero
Katana Zero és un joc de plataformes del 2019 creat pel desenvolupador independent Justin Stander. Ambientada en una metròpolis distòpica, la història neo-noir segueix el Subjecte Zero, un assassí amb katana amb amnèsia que pot alentir el temps i predir el futur. Zero descobreix el seu passat mentre completa contractes d'assassinat. Katana Zero inclou un joc de desplaçament lateral en què el jugador intenta matar tots els enemics d'un nivell sense ser colpejat, utilitzant les habilitats de Zero per manipular el temps, esquivar atacs i aprofitar els perills ambientals. Entre els nivells, la història s'explica en seqüències on el jugador conversa amb personatges que no són jugadors mitjançant arbres de diàleg.
Stander va començar a treballar a Katana Zero el 2013. Abans havia desenvolupat jocs de programari gratuït, com ara Tower of Heaven (2009), i va concebre Katana Zero com el seu primer joc comercial. Amb GameMaker Studio 2, Stander va intentar crear un joc difícil basat en històries que no obligués el jugador a esperar a través dels diàlegs i les escenes. Es va centrar en l'atenció als detalls i va prendre inspiració de pel·lícules com Sin City (2005) i John Wick (2014) per a la història. El desenvolupament es va perllongar i Stander va treballar principalment sol, tot i que va reclutar artistes per dissenyar els elements visuals, així com els músics Bill Kiley i Thijs "LudoWic" Lodewijk per a la composició de la banda sonora de synthwave.
Katana Zero va ser publicat per Devolver Digital per a macOS, Nintendo Switch i Windows el 18 d'abril de 2019. Va vendre 500.000 còpies en menys d'un any i va rebre crítiques positives. Els crítics van elogiar la jugabilitat, que van comparar favorablement amb Hotline Miami (2012) de Devolver, i les imatges, l'escriptura i la música. La història va dividir els crítics, mentre que el final no resolt va ser criticat. Diversos crítics van citar Katana Zero com un dels millors jocs del 2019 i va ser nominat per a nombrosos reconeixements de cap d'any. Els ports per a Xbox One i Amazon Luna es van llançar el 2020 i el 2021, el contingut descarregable està en desenvolupament i Stander té la intenció de continuar l'univers de ficció en jocs futurs.

## Joc
Katana Zero és una plataforma en 2D i un joc de pirateig i barra presentat des d'una perspectiva de desplaçament lateral. Controlant el personatge del jugador, l'assassí amb katana Subject Zero, el sol jugador completa contractes d'assassinat per a un psiquiatre. Zero pot córrer, saltar, colpejar a la paret, recollir i llançar objectes, atacar amb la seva katana i esquivar. La capacitat de Zero d'alentir el temps i predir el futur permet al jugador activar un efecte de càmera lenta, que els permet predir el moviment de l'enemic més fàcilment, tot i que l'ús està limitat per un comptador que s'omple gradualment. El joc compta amb onze nivells, que utilitzen la precognició de Zero com a dispositiu d'enquadrament; els intents del jugador per completar cada nivell es presenten com a possibles escenaris que Zero ha previst.
Els nivells es divideixen en diverses habitacions, i el jugador ha de matar tots els enemics d'una habitació utilitzant la seva espasa, objectes llançables, com ara llums i olles, o perills ambientals, com ara làsers. A part dels caps ocasionals, cada enemic mor d'un sol cop. Alguns nivells inclouen mecàniques de joc úniques, com ara una missió furtiva en una discoteca, una persecució en moto, i un personatge alternatiu. Qualsevol dany provoca la mort instantània de Zero, que requereix que el jugador reiniciï des del punt de control més recent. Katana Zero s'ha comparat amb freqüència amb Hotline Miami (2012), ja que ambdós nivells de característiques estan plens d'enemics, morts d'un sol cop i requereixen que els jugadors determinin la ruta escollida estratègicament. Fora del joc principal, hi ha dos modes de joc addicionals: el mode difícil presenta nivells més difícils amb noves varietats d'enemics, caps reelaborats i reptes addicionals; i el mode Speedrun desafia el jugador a completar tots els nivells en el temps més ràpid possible, amb opcions per modificar el comportament de l'enemic i saltar-se les escenes.

### Història i diàleg
Katana Zero segueix una història d'estil neo-noir, amb elements de terror psicològic i comèdia negra, ambientada en una metròpoli distòpica després d'una guerra. Subjecte Zero és un veterà amnèsic amb habilitats precognitives. Ell assassina traficants de drogues pel seu psiquiatre, que actua com el seu manipulador. Els mitjans de comunicació atribueixen aquests assassinats a un assassí en sèrie conegut com el Drac. Zero experimenta malsons recurrents d'un nen, que ell identifica com ell mateix, en una barraca. Un científic entra corrents, adverteix al nen que s'amagui i uns instants després és afusellat per un soldat. Parla dels seus malsons amb el psiquiatre, que li subministra un medicament com a tractament. Zero també fa amistat amb una noia que viu al costat del seu apartament i s'adjunta a ella.
Entre els diferents nivells, el jugador interactua amb personatges no jugadors (PNJ), com ara el psiquiatre, la noia i un antagonista psicòpata rus anomenat V, el qual admira la letalitat de Zero. A través d'un sistema d'arbre de diàlegs en temps real, el jugador selecciona les respostes durant les converses i pot interrompre el diàleg d'un PNJ en qualsevol moment. Les seves decisions determinen la quantitat d'exposició presentada i la caracterització de Zero; per exemple, Zero sembla ser groller si el jugador interromp repetidament. Tot i que no alteren la trama general, les opcions de diàleg dels jugadors poden afectar certes situacions i només es pot desencadenar una lluita contra el cap prenent decisions específiques.
La relació entre Zero i el psiquiatre es torna tensa a mesura que el psiquiatre es fa cada cop més desagradable i Zero sospita que està ocultant informació sobre els assassinats. Després del Drac, un espadatxí separat amb habilitats clarividents semblants a les de Zero, desmunta i segresta a V, Zero s'assabenta del seu propi passat com a supersoldat i que la droga que havia estat prenent, Chronos, tots dos li van donar les seves habilitats i fa que els usuaris en retirada quedin atrapats dins de la seva ment. Zero, cansat de ser manipulat, mata el psiquiatre. La noia desapareix i la història s'acaba amb un penya-segat. Un flashback revela que el malson de Zero és un record de la guerra, que ell és el soldat i no el nen, i que el Drac era el seu company.

## Desenvolupament

### Concepció
Katana Zero va ser desenvolupat durant sis anys pel creador del joc independent Justin Stander sota el nom d'estudi Askiisoft. Va ser el primer joc comercial de Stander; els seus projectes anteriors, com Tower of Heaven (2009), havien estat jocs gratuïts més petits. Després de veure l'èxit de VVVVVV (2010) de Terry Cavanagh, Stander va concloure que el públic només presta atenció als jocs independents si es venen. Cavanagh, com Stander, havia començat fent jocs de programari gratuït, però cap va tenir tant d'èxit com VVVVVV. Katana Zero va sorgir dels desitjos de Stander de crear un projecte més gran que es pogués vendre comercialment i explicar una història. Va començar a treballar-hi el 2013 com a afició durant el seu segon any a la Universitat McGill. Va utilitzar el motor de joc GameMaker Studio 2 i va passar els dos primers anys construint prototips senzills. El joc era un mitjà d'expressió per a Stander fora del treball escolar i va passar la major part del temps a la universitat desenvolupant-lo.
Després de graduar-se el 2015, Stander va dedicar-se a temps complet al desenvolupament de Katana Zero. Va col·laborar en diversos projectes al costat d'ell com a mesura de precaució, ja que percebia les possibilitats d'èxit com a limitades. El pressupost total va ascendir a 60.000 dòlars americans, una quantitat que Stander va considerar relativament petita per a un joc de l'àmbit de Katana Zero. Va afirmar: "La major part d'això consistia en no cobrar-me res i reduir els costos de la meva pròpia vida per dedicar-me exclusivament al joc". Stander va treballar principalment de forma independent, tot i que va reclutar ajuda per a l'art i la música. El joc es va desenvolupar inicialment per a ordinadors personals (macOS i Windows). Stander va prendre la decisió de crear una versió per a la Nintendo Switch immediatament després de la presentació del sistema, ja que el veia com una excel·lent plataforma per a jocs independents. L'ús de GameMaker va simplificar la portabilitat de Katana Zero, i el llarg procés de desenvolupament va garantir una optimització eficaç.

### Disseny
Un dels objectius de Stander era fer que matar se sentís emocionant i satisfactori. Considerava molts jocs moderns massa indulgents, amb enemics menys poderosos que el jugador. Com que li costava morir en jocs com Payday: The Heist (2011), Stander va decidir que seria fàcil morir a Katana Zero. Volia que el joc fos difícil però just i que el jugador reconegués i es responsabilitzés dels seus errors. Va continuar amb el seu estil de disseny (nivells curts plens d'escenaris de mort instantània) de Tower of Heaven i Pause Ahead (2013). El joc d'un sol cop es va comparar amb freqüència amb un altre joc publicat per Devolver Digital, Hotline Miami. Stander va dir que només va jugar a Hotline Miami una vegada i que no recordava la seva jugabilitat, però va reconèixer que podria haver influït inconscientment en ell. Va anomenar Samurai Gunn (2013), que va considerar que utilitzava de manera efectiva les matades d'un sol cop, com a major influència.
Stander va aspirar a que Katana Zero transmetés una sensació cinematogràfica i va intentar subvertir les expectatives del jugador: "Tan aviat com cregueu que enteneu com es jugarà aquest joc, només intento canviar-ho completament... tan aviat com us sentiu còmodes en alguna cosa, intento canviar les coses. I ho faig diverses vegades al llarg del joc. Realment em fixo amb el jugador." Amb l'objectiu de mantenir la diversitat, va incorporar diversos tipus d'enemics, trampes ambientals, vies alternatives de nivell i peces parades. La creació d'un recorregut de carros de mines inspirat en "Indiana Jones i el Temple of Doom" (1984) va requerir més d'un mes. Stander va buscar inspiració en jocs independents que presenten "combats a mort instantani, de ritme ràpid i ajustats", com ara "Trilby: The Art of Theft" (2009) i "Gunpoint" (2013).
L'estil artístic es va inspirar en l'estètica de la il·luminació de neó associada a la dècada de 1980. Reclutar artistes va resultar un repte; Stander es va dir "un artista terrible" i durant dos anys cap artista va treballar en el joc. Va trobar artistes a través de la comunitat de desenvolupadors independents en línia TIGSource, però va dir que era difícil reclutar artistes de píxels d'alta qualitat que es comprometessin amb el projecte. Molts només hi treballarien setmanes o dies abans de deixar de fumar per diversos motius, com ara altres compromisos o sentir que el seu estil no coincideix. Stander va utilitzar la il·luminació de neó per combinar els diferents estils dels artistes. Va considerar que poder aconseguir que un equip d'artistes acabés el joc era una mera casualitat i va acreditar que els artistes l'havien motivat per acabar.
Stander es va centrar en l'atenció als detalls i va afirmar que afegir un sol component, com ara una torreta de canó, requeria modificar molts sistemes diversos, com ara la il·luminació, per mantenir la cohesió. El valor de producció era crucial, ja que Stander buscava que el motor transmetés una sensació impecable. Va indicar que això implicava "sense errors". Tot havia de sentir-se com una extensió del jugador. En jugar-ho, sempre hauries de sentir que això és precisament el que volies fer i això és el que va fer el personatge. En desenvolupar petits jocs de programari gratuït, podia examinar detalls minúsculs, fet que el portaria a passar un any per crear un joc curt de 20-30 minuts. L'adaptació d'aquesta mentalitat a un joc comercial de llarga durada va contribuir al desenvolupament prolongat; Stander inicialment esperava que el procés durés un any o dos. El seu enfocament en els detalls el va desmoralitzar, fins al punt que va avançar poc durant un any.

### Escriptura
Stander va dir que explicar una història va ser una gran part de la seva motivació per desenvolupar Katana Zero, amb ganes de celebrar els seus tropes preferits i donar-hi el seu propi gir. El guió s'atribueix a Stander i Eric Shumaker, amb escriptura addicional de Sterling Nathaniel Brown i Ian Goldsmith Rooney. A mesura que Stander va desenvolupar Katana Zero centrant-se en un element alhora, només tenia un resum bàsic de la trama quan va acabar de descriure tots els nivells. Elements que Stander va concebre des del principi incloïen un protagonista que estava "una mica atrapat en la seva situació, perquè aquests sempre són bons personatges principals en els jocs d'acció", i un psiquiatre desagradable que no agradaria als jugadors.
Katana Zero és un pastitx de les pel·lícules que va gaudir Stander. Va prendre inspiració de la cultura oriental del cinema samurai i va buscar un protagonista vulnerable però letal, semblant als dels thrillers de venjança coreans. Les seves influències cinematogràfiques inclouen Oldboy (2003), Sin City (2005), Drive (2011) i John Wick, per els seus protagonistes 'invencibles però humans' i la 'violència estilística ambientada en un entorn fosc, brut i revestit de neó', així com Seven Samurai (1954) i les pel·lícules de Quentin Tarantino. L'estructura de la història va prendre inspiració de Hotline Miami, on el jugador rep trucades misterioses que el dirigeixen a cometre assassinats, i els seus temes aborden l'addicció a les drogues i la salut mental. Tot i que inicialment Stander va dubtar a tractar aquests temes, ja que no l'havien afectat personalment, després d'algunes investigacions va sentir que els podia abordar amb respecte. Segons Stander, el guió va ser reescrit aproximadament 30 vegades.
Stander va permetre al jugador interrompre qualsevol línia de diàleg parlat perquè molts dels jocs d'acció als quals va créixer jugant "s'aturarien mentre el protagonista i el segon plàtan discutien sobre política, o quan el dolent es va dignar a oferir un monòleg sinuós". Va considerar aquest un dels majors problemes amb les escenes de cinema, ja que desposseeixen els jugadors de la seva agència. A més, Stander va sentir que un assassí com Zero no esperaria a escoltar a un dolent justificar els seus plans. Era conscient que els speedrunners saltarien tots els diàlegs i inclourien les conseqüències del joc per interrompre constantment per crear una sensació de realisme. Va adoptar un enfocament de mostrar-no dir-ho per transmetre la major part possible de la història, els temes i els personatges a través de visuals. Un nivell en què el jugador controla el Drac tenia la intenció de mostrar la letalitat del personatge sense paraules.
El sistema d'arbre de diàleg va sorgir a partir del concepte de Stander per a un videojoc de rol (RPG) centrat en la il·limitació, que permetia al jugador interactuar amb qualsevol objecte i lluitar contra qualsevol NPC. La seva intenció era que cada acció tingués repercussions, i va fer una comparació amb els jocs de Grand Theft Auto. Malgrat que mai va arribar a desenvolupar el joc de rol, Stander va reincorporar el sistema de diàleg a Katana Zero per mantenir un ritme consistent. La dificultat va sorgir en trobar el moment adequat entre interrompre i respondre. Els jugadors triarien una resposta incorrecta si interrompien massa tard, o interrompien involuntàriament si triguaven massa temps a respondre. Stander va resoldre aquest problema mitjançant el "temps de coiot", un recurs en el desenvolupament de jocs on els desenvolupadors ofereixen al jugador un breu interval per prendre la seva decisió, fins i tot si la finestra d'oportunitat a la pantalla ja ha passat.
Stander va mantenir les apostes mínimes per a cada opció de diàleg per reduir la tensió i fer que l'elecció d'una resposta semblés natural. Va assenyalar que "fins i tot els que semblen grans s'esgotaran o es resoldran", de manera similar a la sèrie The Walking Dead de Telltale Games, com un cas en què una decisió farà que el jugador perdi temporalment la seva espasa. Tanmateix, va dir que "la manera com s'explica la història depèn completament de les opcions [del jugador]", va assenyalar que la construcció del món i les relacions amb els personatges poden canviar segons les opcions de diàleg. Per exemple, la relació d'en Zero amb el psiquiatre es ressent si el jugador ignora les seves ordres, la qual cosa pot conduir a camins alternatius de la història en què Zero aprèn informació que no havia de fer. Stander va utilitzar efectes gràfics per emfatitzar decisions importants, com ara text en moviment o color i animacions de personatges. Ho va aconseguir programant el guió per afectar altres àrees del joc en arribar a determinats punts. La seva intenció inicial era només afegir poliment, però va començar a experimentar i va afegir elements com efectes de distorsió i tremolor de pantalla.

### Música
La partitura synthwave de 'Katana Zero', que combina el house de Chicago, la música electrònica i el synth-pop, va ser composta per Bill Kiley i Thijs "LudoWic" Lodewijk, amb música addicional de Stander. Kiley havia col·laborat amb Stander en el passat i Stander el va reclutar per treballar a 'Katana Zero' al començament del desenvolupament. Lodewijk, que mai havia compost un videojoc, es va involucrar el 2015, després que Stander trobés el seu canal de YouTube i el reclutés per escriure una única cançó. Llavors, Stander va preguntar si podia utilitzar música dels "jams" de Lodewijk (sessions de gravació improvisades que Lodewijk havia penjat al seu canal); la jam que va cridar l'atenció de Stander per primera vegada a Lodewijk, "Jam #12", es va utilitzar com a tema del capítol. Lodewijk va compondre una cançó específicament per a Stander després d'unir-se al projecte, però Stander li va dir que composés com ho faria normalment.
Kiley i Lodewijk van buscar inspiració en la música electrònica dels anys vuitanta, ja que els temes del joc, inclòs el consum de drogues i l'efecte de la guerra en l'esperit d'una nació, van ser rellevants als anys vuitanta després de la guerra del Vietnam. Originalment van treballar per separat, ja que Stander volia que Kiley escrigués música silenciada per a escenes basades en històries i que Lodewijk escrigués música enèrgica per als nivells principals. Segons Kiley, "A mesura que el projecte avançava, vam trencar amb alegria aquesta regla i vam acabar escrivint música per a nivells i escenes de la història per tot arreu". Kiley i Lodewijk van intentar reflectir la psique i els estats d'ànim canviants de Zero a la seva música, com quan Zero experimenta la retirada de Chronos i bufa cocaïna en una limusina. Kiley va treure influència del treball de Gary Numan, Yellow Magic Orchestra i Vangelis, i va intentar evocar els sentiments de les pel·lícules d'acció dels anys vuitanta.
Stander va enviar captures de pantalla de Kiley i Lodewijk, art conceptual i notes que descriuen l'atmosfera a la qual pretenia, de vegades al costat d'una peça musical existent com a referència. Lodewijk va explicar que enviarien la seva composició inicial a Stander, donant lloc a una sèrie d'intercanvis que van donar lloc a la pista final. Algunes cançons van acabar en nivells diferents del previst, i per a certs nivells i seqüències de somnis, Lodewijk va escriure dues pistes perquè Stander s'incorporés al joc. Lodewijk va compondre la majoria de les cançons en una sola presa, "[deixar la música] anar i ajustar-la a mesura que [avançava]". Va trobar inspiració en Nine Inch Nails, ja que ell i Stander eren fans del seu to fosc i industrial. Encara que Lodewijk no tenia l'objectiu de crear música fosca, va assenyalar que les seves composicions sovint tenien una atmosfera ombrívola, fins i tot quan intentava compondre música alegre.
Kiley va afirmar que va compondre utilitzant els mateixos monitors que Richard "Disasterpeace" Vreeland va utilitzar per compondre Fez (2012), mentre que Lodewijk va fer servir sintetitzadors vintage i caixes de tambor com l'Akai MPC . Tot i que va editar algunes cançons amb el seu ordinador, Lodewijk va descriure el seu procés com a "antiquat" i va estimar que el 95% de la seva música estava composta amb sintetitzadors vintage. Stander va intentar sincronitzar la música amb el joc fent que Zero engegués un Walkman al principi de cada nivell, canviant la música quan Zero treu els auriculars per parlar amb un NPC i alentint la música quan el jugador utilitza Chronos.

## Alliberament
Katana Zero va fer la seva primera aparició pública al PAX West de Seattle al setembre de 2015. Adult Swim Games va obtenir els drets de publicació i al desembre es va publicar un tràiler teaser. El joc estava programat per a un llançament a finals de 2016, però es va endarrerir fins al 2017 i finalment fins al març de 2019. tander va anunciar que s'havia "separat de manera amistosa" amb Adult Swim al desembre de 2018, i va revelar que Devolver Digital havia adquirit els drets de publicació el mes següent. Devolver va ajudar Stander a localitzar el joc, traduint-lo a deu idiomes. Stander va quedar impressionat pel procés de prova de programari de Devolver per detectar errors que no va notar.
Katana Zero es va llançar el 18 d'abril de 2019 com a joc descarregable a GOG.com, Humble Bundle, Nintendo eShop i Steam. La versió Switch va ser temporalment prohibida a Austràlia després que l'International Age Rating Coalition li negués la classificació a l'abril, a causa de la seva representació de violència gràfica i consum de drogues. Devolver Digital va tornar a enviar el joc a l'Australian Classification Board, que el va autoritzar per a un llançament al maig amb una qualificació R18+. Devolver va llançar una versió de Xbox One el 15 d'octubre de 2020, ofert als subscriptors de Xbox Game Pass, i una versió d'Amazon Luna el 9 de desembre de 2021. Una versió de PlayStation 4 va ser valorada per l'Entertainment Software Rating Board el març de 2021, però no s'ha llançat fins al setembre de 2022. Els ports d'Android i iOS es van anunciar el novembre de 2023 com a part del servei de subscripció de Netflix.

### Vendes
Katana Zero va ser el joc més reservat de Devolver per a la plataforma Switch. Va vendre més de 100.000 còpies en una setmana després del seu llançament i es va convertir en el segon joc més venut de Devolver per a Switch, només superat per Enter the Gungeon (2017). Durant el mes següent al seu llançament, va ocupar la segona posició en vendes a l'eShop, només darrere de la versió Switch de Cuphead (2017), que es va llançar el mateix dia. Katana Zero va arribar a les 500.000 còpies venudes en menys d'un any, generant uns ingressos de 5 milions de dòlars americans. Això contrasta amb la mitjana dels jocs indie, que solen generar al voltant de 16.000 dòlars americans. Stander va afirmar que Katana Zero va experimentar un èxit especial a les plataformes Switch i Steam; les vendes van ser inicialment més fortes a Switch, tot i que la versió de Steam va mantenir un ritme de vendes constant ja que es posava a la venda amb freqüència.

## Recepció
Katana Zero va rebre "crítiques generalment favorables" segons el lloc web de revisions agregades Metacritic, amb una qualificació d'aprovació "Mighty" d'OpenCritic. Els crítics van considerar Katana Zero elegant i ben dissenyat. IGN va afirmar que "perfecciona la provada i veritable fórmula de matar amb un sol cop d'una manera que la fa sentir fresca, emocionant i innovadora". Tant Nintendo Life com Nintendo World Report la van considerar un destacat a la biblioteca de Nintendo eShop. Destructoid va expressar que Katana Zero era "desolador, bonic, sagnant i brillant", canviant la seva manera de veure els videojocs.
Els crítics van elogiar les imatges de 16 bits. Van gaudir dels efectes visuals i estètics de VHS retro —tot i que alguns van escriure que la seva intensitat podria provocar mals de cap—, així com la quantitat de detalls dels sprites i les animacions. IGN va trobar els efectes d'il·luminació impressionants i va afirmar que van treballar amb "l'estètica de neó elegant i un treball de sprite fantàstic" per donar personalitat al joc. GameSpot va apreciar que Katana Zero no utilitzava una estètica retro només per a la nostàlgia, i al costat de Polygon va trobar que el treball detallat dels sprites i les animacions suaus van afegir pes emocional.
L'obra musical va ser aclamada. Destructoid la va descriure com una "delícia auditiva", mentre que el revisor de Nintendo Life va afirmar que la música arribava a eclipsar la resta del joc en alguns moments. Va percebre una claredat en l'enfocament de la banda sonora, tot i que es mostrava "disposat a experimentar amb gèneres obscurs", felicitant els compositors per la seva originalitat en contrast amb l'estil chiptune "clixé" que sol prevaldre en els jocs indie. IGN va elogiar l'excel·lent adequació de la banda sonora, mentre que a PC Gamer li va agradar la contextualització d'aquesta en el món del joc.
Encara que els crítics van elogiar l'escriptura, estaven dividits sobre la història. Destructoid va assenyalar que era difícil de discutir, ja que queda molt a la interpretació del jugador. Shacknews va elogiar els girs de la trama, i GameSpot va dir que la història va fer un bon treball equilibrant la violència gràfica amb "moments de personatges delicadament tranquils i algunes relacions sinceres". Alguns van elogiar com la història proporcionava context per a la mecànica del joc a càmera lenta, i altres van pensar que tenia cor. No obstant això, PC Gamer va trobar la ficció distòpica genèrica de la trama amb personatges de sèrie, mentre que Game Informer va sentir que tenia idees interessants, però "la majoria d'elles només serpentegen crípticament sense arribar a cap crescendo". A diversos crítics no els va agradar el final, que van qualificar de brusc, i van sentir que els moments de la història provocats no tenien beneficis. GameSpot va trobar aquest problema ja que no es garantia una seqüela.
El sistema de diàleg es considerava creatiu i innovador. Els crítics van afirmar que els camins de diàleg ramificats i els escenaris alternatius de la història van afegir valor de reproducció. Els efectes gràfics utilitzats per emfatitzar el diàleg van ser lloats per afegir pes emocional a les converses. Destructoid i Nintendo Life van afirmar que el sistema de diàleg va ajudar a fer la història interessant, i Polygon va escriure que va ajudar el jugador a construir una connexió emocional amb Zero. Les crítiques menors van provenir d'IGN, que va dir que moltes desviacions de la història eren superficials, fet que va fer que les eleccions posteriors sembléssin inconsistents amb les fetes anteriorment. No obstant això, IGN va afirmar que el sistema de diàleg era entretingut i va encoratjar múltiples jocs.
Els crítics van gaudir del joc ràpid i fluid, que sovint van comparar amb Hotline Miami. Rock, Paper, Shotgun i IGN van dir que les influències eren òbvies, però això no era un problema. IGN va destacar que els controls eren "molt flexibles" i Nintendo Life va assenyalar que es sentia genial aprendre'ls. Els revisors sovint van comparar Katana Zero amb un joc de trencaclosques, requerint que el jugador elaborés estratègies i planifiqués. Van afirmar que això feia que completar cada nivell es percebés com satisfactori, amb Game Informer considerant el procés d'assaig i error per polir els moviments com "la part més entretinguda del [joc]". Contràriament, Polygon va opinar que, tot i ser bona, la jugabilitat no estava a l'altura de la presentació i que el disseny semblant a un trencaclosques limitava l'experiència del joc. Es va destacar la brevetat del joc, però IGN i Nintendo Life van afirmar que això jugava a favor del títol, ja que significava que no hi havia farciment.
Els crítics van afirmar que les habilitats del personatge del jugador eren estàtiques i limitades. Tot i que Gamer Informer va assenyalar això com un problema, USgamer va trobar que el joc es basava "en jugar amb aquelles joguines escasses", mentre que PC Gamer va opinar que eren "prou adaptables com per variar les trobades de combat". GameSpot, USgamer, Destructoid i IGN van coincidir que el joc resultava interessant amb les seves peces de joc i la varietat de tipus d'enemics, tot i que Game Informer no compartia aquesta opinió. IGN va destacar que la mecànica de càmera lenta de Chronos era el seu element preferit, ja que era potent però encara limitada. Nintendo Life va descriure el procés d'equilibrar l'ús de Chronos als nivells com a emocionant. Destructoid va elogiar el fet que els enemics no es regeneraven a les seves posicions originals després de la seva mort, tot i que Game Informer ho considerava una molèstia.

### Elogis
Katana Zero es trobava entre els 50 jocs més ben valorats a Metacritic el 2019, i va ser nomenat un dels millors jocs del 2019 per USgamer (núm. 1), Thrillist (núm. 21), i Red Bull. IGN el va nominar a "Millor joc d'acció" i "Millor música/banda sonora de videojocs" durant els seus premis al millor del 2019. Pel seu treball en el joc, Stander va ser inclòs a la llista 2020 30 Under 30 de Forbes.
El 25 d'abril de 2019, una setmana després del llançament de ''Katana Zero'', Stander va anunciar que estava treballant en contingut descarregable gratuït (DLC). Volia que la qualitat del DLC estigués a l'alçada de la del joc principal, i la seva mida es va expandir considerablement durant el desenvolupament. Al febrer de 2020 tenia tres vegades la grandària prevista originalment, i sis vegades més al març de 2021. Tanmateix, les expansions no van alterar els plans de Stander per llançar el DLC de manera gratuïta. Aquest DLC tindrà una mica més de la meitat de la grandària del joc base i introduirà noves mecàniques de joc, enemics i elements de la història. Stander ho va descriure com "més semblant a Katana 1.5" que a un DLC. Va afirmar que el DLC resoldrà alguns fils argumentals i continuarà la construcció del món, però no conclourà la història. Stander té previst continuar la narrativa més enllà del DLC i ja té la seva conclusió planificada. Al maig del 2020, va anunciar que alguns dels seus pròxims jocs es connectaran al seu univers de ficció.